# Dejan Voštić
Dejan Voštić (Beograd, 1974) srpski je pisac.

## Biografija
Dejan Voštić je rođen u Beogradu 1974. godine. Osnovnu, srednju školu i studije Univerziteta Kembridž u okviru Biznis akademije završio je u Beogradu, gde je i diplomirao. Posle uspešne karijere u oblasti odnosa s javnošću, profesionalno se posvetio pisanju i 2020. godine objavio svoju prvu knjigu posvećenu odnosima s javnošću pod nazivom PR za početnike.
U svojim knjigama Dejan se bavi dubljom stranom ljudske psihologije ispitujući dubinu čovekove duše i emocija dok istovremeno promišlja o trajnim vrednostima kao što su ljubav, prijateljstvo, nada, vera i religija. 
Kao pasionirani putnik, obišao je veliki broj zemalja Zapadne i Istočne Evrope, Mediterana, Balkana i Bliskog istoka proučavajući različite kulture i religije, u potrazi za dubljim odgovorima na brojna pitanja ljudske egzistencije. 

## Karijera
Nakon objavljivanja svoje prve knjige PR za početnike koja se na tržištu pojavila u drugoj polovini februara 2020. godine, krajem avgusta iste godine, u online izdanju na sajtu i aplikaciji Bookmate, objavio je svoju drugu knjigu Beograd novog doba, dok je polovinom maja 2021. godine izašlo i njeno štampano izdanje. Knjiga se sastoji od 17 kratkih priča i nastala je kao izraz autorovog promišljanja o izazovima novog doba, ispunjenog tenzijama i neizvesnošću, sa željom da kroz nju sačuva veru u trajne ljudske vrednosti, oličene u duhu Beograda, građenom vekovima unazad.
Krajem februara 2022. godine, u online izdanju, takođe na sajtu i aplikaciji Bookmate, objavio je i svoju drugu knjigu o Beogradu, Beograd novog doba 2, dok je polovinom maja iste godine izašlo i njeno štampano izdanje.
Knjiga Beograd novog doba 2 odslikava Beograd – sadašnji i nekadašnji, prostorni i duhovni. Kroz 14 priča autor vodi čitaoce uličicu po uličicu, širokim bulevarima i ušuškanim sokacima, osluškujući buku trolejbusa i tramvaja, ali i tišinu autentičnih gradskih celina.
Knjigu Dubai&Abu Dhabi objavio je 2024. godine. Knjiga je putopis posvećen kulturi i životu u Ujedinjenim Arapskim Emiratima, zemlji u kojoj se svaki san pretvara u javu i koja je za kratko vreme postala jedna od vodećih država sveta u mnogim oblastima života, privlačna za milione posetilaca iz celog sveta.
Kroz iskren i dinamičan narativ različitih dešavanja, autor na pomalo nesvakidašnji i autentičan način opisuje kulturu, način života, turističke atrakcije, gastronomiju i zanimljivosti dve svetske metropole – Dubaija i Abu Dhabija.
Roman Ogi i Čudesni tunel objavio je 2025. godine.  Osmišljena kao roman za decu i odrasle, knjiga obrađuje teme kao što su pravda, prijateljstvo, humanost, dobrota, solidarnost dodajući elemente magije i nesvakidašnje realnosti Bojčinske šume. Unoseći metaforičke i religijske prikaze kroz različite simbole autor vešto pravi i veoma jasno definiše paralele između dobra i zla, navodeći čitaoce na dublje razmišljanje o nametnutim savremenim trendovima i tokovima života koji negativno utiču na svakodnevnicu.
Na Međunarodnom Sajmu knjiga 2023 u Beogradu na štandu izdavačke kuće "Akademska misao" imao je dve promocije knjiga o Beogradu "Beograd novog doba" i "Beograd novog doba 2". Bio je učesnik jubilarne 10. Međunarodne konferencije "Book Talk 2024" u Galeriji Matice srpske na panelu "Dobro veče gospodine Orvel".
Član je  Udruženja književnika Srbije.
Živi i radi u Beogradu.

## Dela
- PR za početnike, praktični priručnik za odnose sa javnošću, Akademska misao, Beograd[7]
- Beograd novog doba, Beogradske priče, Akademska misao, Beograd
- Beograd novog doba 2, Beogradske priče, Akademska misao, Beograd[8]
- Dubai&Abu Dhabi, putopis posvećen kulturi i životu u Ujedinjenim Arapskim Emiratima, Autorsko izdanje, Beograd
- Ogi i Čudesni Tunel, roman za decu i odrasle posvećen avanturama zlatnog ritrivera Ogija i njegove družine, Autorsko izdanje, Beograd [9]

## Spoljašnje veze
- Zvanični veb-sajt